# 名將言行錄
名將言行錄（日语：／ Meishōgenkōroku）是記載了日本戰國時代至江戶時代中期，192個武將和大名言行的人物列傳。幕末的館林藩藩士岡谷繁實在安政元年（1854年）至明治2年（1869年）期間，用了15年的歲月完成此作。
全文包括補遺有70卷，包括武田信玄、上杉謙信、織田信長、明智光秀、豐臣秀吉、伊達政宗、德川家康等戰國大名、以及森長可等安土桃山時代的戰國武將、江戶時代的譜代大名兼老中戶田忠昌、指揮赤穗浪士的大石良雄等，記錄了很多時代人物，以及這些人物的言行和逸話。
為了描述著名武將多姿多彩的部份，作者會把小説、戲劇當成參考文獻。不單是虛構小說，以戰國武將為題材的書籍，都會在介紹人物時，被引用到書中。
作者岡谷繁實本仕於館林藩藩主秋元志朝，但於明治維新後，請求致仕，餘生都用作研究。得到舊主秋元志朝等有力人士在各方面支持，名將言行錄在經過接近16年的歲月後被完成。岡谷在編纂時搜集了很多史料，但是亦有只是收集當時在市井流傳的故事的情況，而沒有深入調査和檢証。因此有矛盾的記述出現，被指摘是脫離史實，在歴史學界中因為缺乏可信性而被視為俗書。

## 被收錄的人物
以下是根據原著的收錄順序。
1. 北條長氏
2. 北條氏康
3. 北條氏規
4. 北條綱成
5. 太田資長
6. 太田資正
7. 長野業正
8. 尼子經久
9. 山中幸盛
10. 今川義元
11. 三好長慶
12. 龍造寺隆信
13. 荒木村重
14. 毛利元就
15. 毛利秀元
16. 吉川元春
17. 吉川元長
18. 吉川廣家
19. 小早川隆景
20. 武田晴信
21. 武田信繁
22. 板垣信形
23. 原虎胤
24. 山本晴幸
25. 甘利晴吉
26. 馬場信房
27. 山縣昌景
28. 高坂昌信
29. 內藤昌豐
30. 真田幸隆
31. 真田昌幸
32. 真田信幸
33. 上杉輝虎
34. 上杉景勝
35. 宇佐美定行
36. 本莊繁長
37. 甘糟景持
38. 甘糟清長
39. 杉原親憲
40. 直江兼續
41. 藤田信吉
42. 織田信長
43. 柴田勝家
44. 佐佐成政
45. 瀧川一益
46. 丹羽長秀
47. 丹羽長重
48. 佐久間信盛
49. 佐久間盛政
50. 明智光秀
51. 明智光春
52. 細川藤孝
53. 細川忠興
54. 前田利家
55. 前田利長
56. 前田利常
57. 堀秀政
58. 堀直政
59. 堀直寄
60. 稻葉貞通
61. 中川清秀
62. 前田玄以
63. 森長康
64. 山內一豐
65. 池田輝政
66. 蒲生氏鄉
67. 竹中重治
68. 長宗我部元親
69. 長宗我部盛親
70. 宇喜多直家
71. 宇喜多秀家
72. 島津義久
73. 島津義弘
74. 島津家久
75. 伊達政宗
76. 戶次鑑連
77. 高橋鎮種
78. 立花宗茂
79. 豐臣秀吉
80. 黑田孝高
81. 黑田長政
82. 蜂須賀家政
83. 富田知信
84. 佐野了伯
85. 鍋島直茂
86. 加藤嘉明
87. 中村一氏
88. 田中吉政
89. 加藤光泰
90. 淺野長政
91. 淺野幸長
92. 堀尾吉晴
93. 增田長盛
94. 渡邊了
95. 大谷吉隆
96. 長束正家
97. 福島正則
98. 可兒吉長
99. 福島治重
100. 大崎長行
101. 吉村宣充
102. 加藤清正
103. 石田三成
104. 島友之
105. 小西行長
106. 藤堂高虎
107. 京極高次
108. 寺澤廣高
109. 松倉重政
110. 仙石秀久
111. 脇坂安治
112. 片桐貞盛
113. 木村重成
114. 後藤基次
115. 真田幸村
116. 真田幸昌
117. 德川家康
118. 德川秀忠
119. 德川家光
120. 德川秀康
121. 德川忠吉
122. 德川義直
123. 德川賴宣
124. 德川賴房
125. 德川光圀
126. 池田光政
127. 松平正之
128. 鳥居忠吉
129. 酒井忠次
130. 大須賀康高
131. 內藤正成
132. 本多重次
133. 大久保忠世
134. 天野康景
135. 鳥居元忠
136. 本多正信
137. 平岩親吉
138. 板倉勝重
139. 本多忠勝
140. 榊原康政
141. 大久保忠隣
142. 井伊直政
143. 酒井忠世
144. 本多正純
145. 板倉重宗
146. 安藤直次
147. 成瀨正成
148. 中山信吉
149. 酒井忠利
150. 安藤重信
151. 永井直勝
152. 青山忠俊
153. 水野勝成
154. 阿部正次
155. 久世廣宣
156. 井伊直孝
157. 土井利勝
158. 酒井忠勝
159. 松平信綱
160. 阿部忠秋
161. 板倉重昌
162. 堀田正盛
163. 秋元泰朝
164. 久世廣之
165. 土屋數直
166. 板倉重矩
167. 阿部重次
168. 安藤重長
169. 柳生宗矩
170. 大久保忠教
171. 石谷貞清
172. 北條氏長
173. 伊丹康勝
174. 井上正利
175. 青山幸利
176. 戶田忠昌
177. 堀田正俊
178. 土屋政直
179. 北條氏綱
180. 齋藤利政
181. 野中止
182. 津輕為信
183. 佐竹義宣
184. 東政義
185. 大石良雄
186. 伊達忠宗
187. 松平忠昌
188. 熊澤伯繼
189. 本多忠朝
190. 松平定綱
191. 松平忠次
192. 水野忠善